# Distretto di Ñahuimpuquio
Il distretto di Ñahuimpuquio è uno dei sedici distretti della provincia di Tayacaja, in Perù. Si trova nella regione di Huancavelica e si estende su una superficie di 67.39 chilometri quadrati.